# Frassinetto
Frassinetto (piemontesisch Frassinè, frankoprovenzalisch Frasinei) ist eine Gemeinde in der italienischen Metropolitanstadt Turin (TO), Region Piemont.

## Lage und Einwohner
Frassinetto liegt 62 km nördlich von Turin im alpinen Soanatal auf 1048 m. ü. M. Das Gemeindegebiet umfasst eine Fläche von fast 25 km² und hat 270 Einwohner (Stand 31. Dezember 2023). 
Die Nachbargemeinden sind Traversella, Ingria, Pont-Canavese, Borgiallo, Castelnuovo Nigra und Chiesanuova.

## Geschichte

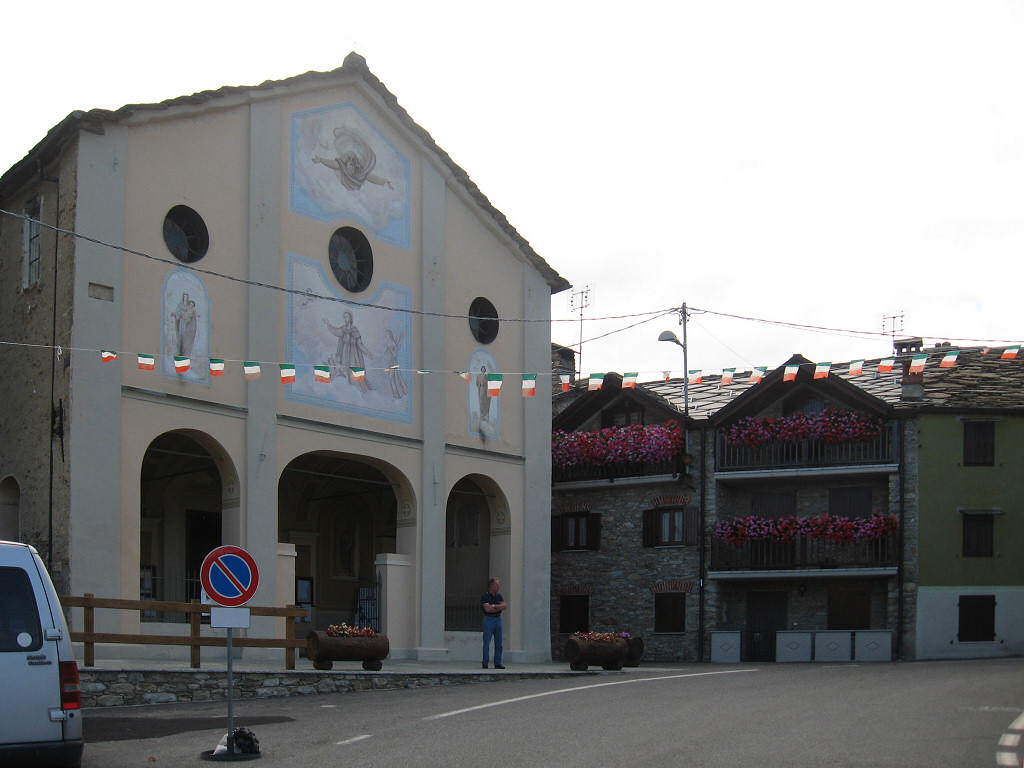
Kirche San Bartolomeo

Der Ursprung des Namens könnte auf das Vorkommen von Eschen auf seinem Territorium zurückzuführen sein, wahrscheinlicher ist jedoch, dass er vom Ortsnamen Fraxinetum (aus dem Arabischen Farakhshanit) abgeleitet ist, was „befestigter Ort“ bedeutet, ein Merkmal, das auch heute noch deutlich sichtbar im historischen Zentrum der Gemeinde.